# Тјак Пативал
Исак „Тјак“ Пативал (23. фебруар 1914 – 16. март 1987) био је индонежански фудбалски нападач који је играо за Холандске Источне Индије на Светском првенству у фудбалу 1938. године. Такође је играо за ВВ Јонг Амбон Батавију.